# Mériens

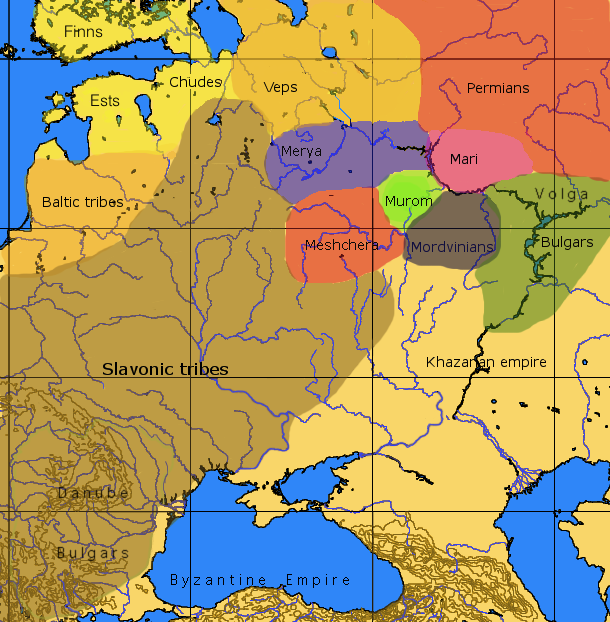
Carte des peuples finno-ougriens avant l'arrivée des Slaves.

Les Mériens (russe : меря) sont un groupe ethnique de langue finno-ougrienne du bassin de l'Oka et de la Haute-Volga, près du Lac Néro et des villes russes de Rostov Veliki et Galitch.
Il parlaient la langue méria.

## Histoire
Assimilé par les Russes et aujourd'hui disparu, le peuple mérien partage un destin proche des Mechtchériens et des Mouromiens : s'inscrivant dans une mosaïque de peuples (Permiens et Vepses au nord, Maris et Mordves à l'est, Tatars au sud), il subit la pression colonisatrice des Russes accélérée par le déclin de la Rus' de Kiev.

## Revendications identitaires en Russie contemporaine
Au sein du district de Kostroma et dans la région de Iaroslavl, une minorité de gens pourtant russophones se sont proclamés "Mériens". Un mouvement basé sur un nationalisme Mérien qui se réclame de liens avec les Mériens historiques, l'"ethnofuturisme mérien" a émergé dans les villes de Moscou, Kotroma, Ples, Pereslavl-Zalesski. Ce mouvement de revendication des néo-Mériens s'est concrétisé en 2012 avec la création d'un drapeau national mérien. 